# Вудхејвен (Мичиген)
Вудхејвен (енгл. Woodhaven) град је у америчкој савезној држави Мичиген. По попису становништва из 2010. у њему је живело 12.875 становника.

## Демографија
Према попису становништва из 2010. у граду је живело 12.875 становника, што је 345 (2,8%) становника више него 2000. године.
| Група             | 2000.          | 2010.          |
| Белци             | 11.381 (90,8%) | 10.967 (85,2%) |
| Афроамериканци    | 292 (2,3%)     | 684 (5,3%)     |
| Азијати           | 205 (1,6%)     | 298 (2,3%)     |
| Хиспаноамериканци | 433 (3,5%)     | 706 (5,5%)     |
| Укупно            | 12.530         | 12.875         |